# Benchmarking
El benchmarking consiste en tomar "emular" o benchmarks a aquellos productos, servicios y procesos de trabajo que pertenezcan a organizaciones que evidencien las buenas prácticas sobre el área de interés, con el propósito de transferir el conocimiento de las buenas prácticas y su aplicación. Según Casadesús (2005), "es una técnica para buscar las buenas prácticas que se pueden encontrar fuera o a veces dentro de la empresa, en relación con los métodos, procesos de cualquier tipo, productos o servicios, siempre encaminada a la mejora continua y orientada fundamentalmente a los clientes".

## Definiciones
En economía, toma su acepción para la Regulación: benchmarking es una herramienta destinada a lograr comportamientos competitivos (eficientes) en la oferta de los mercados monopolísticos que consiste en la comparación del desempeño de las empresas, a través de la métrica por variables, indicadores y coeficientes. En la práctica, se utilizan diversos mecanismos de incentivos al comportamiento eficiente, como los resultados de las comparaciones (nadie quiere ser el peor) o con la utilización de mecanismos que transforman esos resultados comparativos  en premios o castigos sobre los ingresos del empresario.
El benchmarking es “un proceso de medición continuo y sistemático, que mide y compara continuamente los procesos empresariales de una organización contra los procesos de los líderes (siempre y cuando exista una compatibilidad entre las empresas que realizan dicho estudio) para obtener información que ayude a la organización a desarrollar acciones que mejoren su presentación. Otra definición importante puede ser: el "proceso de investigación industrial que permite a los gerentes desarrollar comparaciones entre compañías sobre procesos y prácticas que permitan identificar lo mejor de lo mejor y obtener con ello un nivel de superioridad y ventaja competitiva." Entonces, podemos resumir que es la búsqueda de las buenas prácticas de la industria que conducen a un desempeño excelente”.

## Origen del término
En inglés, benchmark proviene de las palabras bench ("banquillo", "mesa") y mark ("marca", "señal"). En la acepción original del inglés la palabra es compuesta; sin embargo podría traducirse como medida de calidad. El uso del término provendría de la Inglaterra del siglo XIX, cuando los agrimensores hacían un corte o marca en una piedra o en un muro para medir la altura o nivel de una extensión de tierra. El corte servía para asegurar un soporte llamado bench, sobre el cual luego se apoyaba el instrumento de medición; en consecuencia, todas las mediciones posteriores estaban hechas con base en la posición y altura de dicha marca.[cita requerida]
Esta práctica nace en Estados Unidos a partir de los años sesenta, gracias a la influencia tanto del premio de calidad Malcolm Baldridge como a organizaciones relacionadas con la gestión de la calidad y de benchmarking, aunque no se populariza hasta finales de los ochenta. A diferencia de las organizaciones europeas, en las cuales no tuvo la misma aceptación. La CE comenzó a promocionarlo a partir de 1998, debido al conocimiento de sus beneficios potenciales. Para su expansión, se contó con las acciones que desarrolla la Fundación Europea para la Calidad (EFQM) desde finales de la década de 1990.[cita requerida]
El concepto benchmarking surgió a partir de los años ochenta, cuando la compañía Xerox se interesó en investigar cómo comparaba su desempeño en relación con sus competidores.[cita requerida]
La utilización del benchmarking se ha circunscrito tradicionalmente en las organizaciones empresariales, pero actualmente se ha extendido a diferentes ámbitos, con las consiguientes modificaciones de su puesta en práctica. Éste es el caso de su utilización por administraciones públicas (benchmarking público) y agencias gubernamentales para mejorar sus procesos y sistemas de gestión y evaluar la implementación de las actuaciones políticas, la gestión estratégica de una ciudad 7 meses, etc.
Los resultados obtenidos a partir de las aplicaciones de utilización del benchmarking en el sector público, han evidenciado un desarrollo de mejores servicios y organizaciones con entornos más eficientes.

## El valor delbenchmarking
La importancia del benchmarking no se encuentra en la detallada mecánica de la comparación, sino en la medición del impacto que pueden tener estas comparaciones sobre los comportamientos. Se puede considerar como un proceso útil y necesario para llegar a realizar mejoras y cambios. 
Por otro lado, cabe destacar la faceta innovadora de este tipo de gestión denominada benchmarking. Hablamos de innovación encontrando su sentido como herramienta que busca nuevas ideas, lo cual realiza copiando, rastreando, comparando, dentro de la legalidad y entre los principales líderes del sector, entre los competidores dentro de un mismo mercado. 
Este proceso continuo de comparar actividades, tanto en la misma organización como en otras empresas, lleva a encontrar la mejor; para luego intentar copiar esta actividad generando el mayor valor agregado posible. Hay que mejorar las actividades que generan valor y reasignar los recursos liberados al eliminar o mejorar actividades que no generen valor (o no sea el deseado). Dentro de este tema influye la globalización y el uso de las nuevas tecnologías de la información y comunicación (TIC) hacen que las organizaciones busquen nuevas fuentes de competitividad. Una de las técnicas más utilizadas por las organizaciones es el benchmarking.
En conclusión, el benchmarking es una técnica que sirve en lo absoluto gracias a su creador , además de ser una herramienta en la mejora de procesos y la cual quedó definida por "David Kearns" como la toma de referencia de los mejores y lograr adoptar sus métodos y estrategias, dentro de la legalidad establecida.

## Tipos de benchmarking
Existen 3 tipos principales de Benchmarking:
- Funcional: ayuda a identificar las mejores prácticas en procesos, funciones, operaciones o servicios de una empresa excelente en el área que se pretende mejorar.
- Competitivo: pretende identificar las mejores prácticas con respecto a los líderes del sector.
- Interno: realizado en las empresas grandes con el fin de identificar buenas prácticas relevantes en una área para replicarlas en diferentes países o unidades de negocio.

### Según Casadesús
- Benchmarking interno: es la búsqueda de buenas prácticas dentro de las diferentes empresas, plantas o unidades del propio grupo. La obtención de información en este caso puede entrañar cierta dificultad, sobre todo en empresas o grupos en los que existe competencia entre las diferentes unidades por la captación de nuevos pedidos o clientes. En este proceso se corre el riesgo de que la empresa a la que se está sometiendo a comparación acuse de espionaje, por lo que hay que tener sumo cuidado al ejercer esta estrategia.

Se lleva a cabo dentro de la organización y se caracteriza por ser las operaciones de comparación que se pueden efectuar dentro de una organización. Por tanto, se identifican los estándares de desarrollo interno de una organización. Estableciendo patrones de comparación con departamentos o secciones, tomándolos como estándar para iniciar procesos de mejora continua. Se estimula así las comunicaciones internas y la solución conjunta del problema.
- Benchmarking externo: Se realiza una comparación con las empresas externas, en la que podemos diferenciar dos casos:

- Benchmarking competitivo directo: La gran mayoría de las empresas tienen uno o varios competidores que destacan en la ejecución de la fase o proceso que se pretende mejorar. Lograr que el competidor directo proporcione los datos de interés puede ser una labor difícil de conseguir. En ciertas ocasiones una tercera empresa o un proveedor común puede ser utilizados como fuente de información.

- Benchmarking no competitivo: Se produce cuando se obtiene información sobre empresas que no son competidoras de forma directa, bien porque la localización del mercado en el que actúan sea geográficamente opuesta, o porque intervengan en otro sector de actividad diferente, también denominado como benchmarking funcional.

### Pasos del benchmarking
Según Casadesús,el benchmarking cuenta con diferentes fases:
- Planificación: En ella, la dirección de la empresa debe realizar una elección de un objeto de benchmarking y ponerlo de acuerdo con los objetivos estratégicos que hayan establecido en dicha empresa. Después se hará una identificación de aquellas empresas que tengan buenas prácticas relacionadas con dicho objeto y seleccionar aquellas que sean las más oportunas. Compuesto por:

Identificar qué se va a someter a benchmarking: La clave para determinar a qué se le debe aplicar benchmarking es identificar el producto o servicio sustantivo de la organización.
Identificar organizaciones comparables: Se debe comparar todo lo que sea posible.
Determinar el método de recopilación de datos: Pueden ser por fuentes internas como base de datos de bibliotecas, revisiones internas o publicaciones internas. O puede ser por fuentes externas como las asociaciones profesionales, seminarios, publicaciones sobre el sector, informes especiales del sector, publicaciones funcionales del giro o periódicos funcionales.
- Recogida y análisis de información: Se realizará una recogida de información de nuestra empresa para compararla con las empresas que cuentan con las buenas prácticas y que hemos seleccionado previamente, ya que es imprescindible la utilización de los indicadores que “vinculan el proceso y ofrecen una evaluación de los gaps, sus causas y sus in adecuaciones”, así obtendremos una información adicional externa mediante fuentes secundarias (publicaciones, bases de datos, etc.) y mediante fuentes primarias para recurrir a un conocimiento más profundo, es decir, un contacto directo con la empresa, entrevistas, proveedores y clientes.

Describir la discrepancia con el desempeño actual: Una vez que tengamos los datos de las buenas prácticas, el siguiente paso es compararlo con las operaciones internas y encontrar la brecha comparativa.
Describir los niveles de desempeño futuro: Una vez definidas las brechas será necesaria la proyección de los niveles de desempeño futuro.
Integración y adaptación a la empresa: "Una vez recogida toda la información que nos interesaba se establecerá en un plan de mejora para la empresa y así adaptarla a nuestras circunstancias."
Comunicar y obtener colaboración: Hay que seleccionar el método de comunicación y organizar los hallazgos para su mejor presentación y comprensión.
Instalar metas operativas: Es necesario examinar las metas actuales de nuestra organización para alinearlas con los resultados encontrados en la búsqueda.
- Acción e implementación de los resultados: "Se implantará dichas prácticas en lo cual, habrá un programa que incluya las acciones a llevar a cabo, con los objetivos, responsabilidades y plazos de implantación de cada una”.

Ejecutar los planes: se debe definir la actividad o tarea que se quiere realizar y hay que considerar el respaldo de la organización para la puesta en práctica.
Implementación: Las buenas prácticas deben ser implantadas dentro de la estructura funcional ya existente.
Calibrar el benchmarking: Se buscan permanentemente buenas prácticas.
- Maduración:

Prácticas completamente integradas a los procesos

### Según Boxwell
Este autor afirma que existen cuatro tipos de benchmarking y los define en función de su objeto.
- Benchmarking competitivo: significa mediar sus funciones, procesos, actividades, productos y servicios en comparación con los de sus competidores y mejorar los propios de forma que sean, en el caso ideal los mejores en su clase, pero, por lo menos, superiores a los que de sus competidores.
- Benchmarking cooperativo: el saber fluye normalmente en una dirección, desde las empresas objetivo hasta el equipo benchmarking aun cuando el equipo de benchmarking ofrece frecuentemente algún beneficio a cambio. No se define con claridad en qué consiste."
- Benchmarking de colaboración: un grupo de empresas comparten conocimientos sobre una actividad particular, y todas esperan mejorar a partir de lo que van aprender. A veces, una organización independiente sirve como coordinadora, recolectora y distribuidora de datos aunque un creciente número de empresas dirige sus propios estudios de colaboración."
- Benchmarking interno: es una forma de benchmarking de colaboración que muchas empresas grandes utilizan para identificar las prácticas del mejor “en casa” y extender el conocimiento, sobre estas prácticas a otros grupos en la organización;, se realiza con frecuencia en grandes compañías como primer paso de aquello que puede ser más tarde un estudio enfocado al exterior.

### Según Camp
Robert C. Camp, quien trabajó para la empresa de XEROX, especializado en el benchmarking de la misma, menciona en la publicación de Financial Executive titulada "A bible for benchmarking, by Xerox", que el proceso de benchmarking sigue proverbio japonés que dice que es necesario, como ser o ente, estar en constante cambio de dirección. Este proceso nos ayuda a redirigir los esfuerzos para llegar a los diferentes objetivos organizacionales eficientizando procesos desde una teoría o actividad antes comprobada. 
Camp nos relata que la empresa Xerox tenía un programa de calidad que llaman “leadership through quality” el cual consistía en capacitar a todo empleado en 3 procesos elementales, calidad, toma de decisiones y benchmarking, a lo que dice ““Para realizar “benchmark” de manera efectiva, una empresa necesita un apoyo sólido desde arriba, pero el concepto también debe ser una parte integral de la organización, bajando a manera de cascada para cada empleado” (Camp, 1993, p.23). También explica que la importancia de la capacitación en el proceso de toma de decisiones para los empleados recae en el analizar rápidamente las situaciones para mejorar su desempeño ante ellas gracias a la total comprensión del objetivo de la empresa, cosas a considerar para realizar un buen benchmarking según Camp. 
Por último, Camp hace las siguientes recomendaciones: 
“Si la organización debe hacer una decisión importante, les recuerdo a los individuos apropiados, asegurarse que hemos “benchmarked” la actividad o proceso” (Camp, 1993, p. 27)
“Cuando planeamos hacer un “benchmark”, formamos un equipo especial para la tarea, además seguimos un proceso, y también debería hacerlo usted, ya sea nuestro proceso de 10 pasos u otro modelo de cualquier otra empresa. Documentar el proceso es otro deber.” (Camp, 1993, P.27)
Como muestra de sus resultados, Camp en la publicación menciona: 
“Con la ayuda del proceso de benchmark, hemos reducido a la mitad los costos de fabricación desde principios de la década de 1980… Los costos del servicio laboral han disminuido y, en la organización de distribución, donde pasé 15 años de mi carrera, se aumentó la productividad sustancialmente.” (Camp, 1993, P.27)
Define diferentes fases:
- Planificación: El objetivo de esta fase es planear las investigaciones de benchmarking. Los pasos esenciales son los mismos que los de cualquier desarrollo de planes - qué, quién y cómo.

Identificar qué se va a someter a benchmarking. En este paso la clave es identificar el producto de la función de negocios. Dicho producto puede ser resultado de un proceso de producción o de un servicio. En este paso nos podemos ayudar mediante la declaración de una misión para la función de negocios que se va a someter a benchmarking que es un nivel de evaluación alto, una vez hecho esto se dividen aún más las producciones en partidas específicas a las que aplicar benchmarking. Es importante el documentar los procesos del negocio y ver los sistemas de evaluación de desempeño, ya que las variables que estos miden pueden representar las variables importantes del negocio a las cuales se les debe aplicar el estudio de benchmarking.
Identificar compañías comparables. En este paso es de suma importancia el considerar que tipo de estudio de benchmarking se quiere aplicar, interno, competitivo, funcional o genérico, ya que esto determinará en gran manera con que compañía no habremos de comparar, es importante recordar que sea cualquiera el tipo de estudio, se deben buscar las empresas con las buenas prácticas para compararnos con ellas. Para identificar a esas empresas podemos auxiliarnos con herramientas como las bases públicas de datos, las asociaciones profesionales y otras fuentes limitadas tan solo por el ingenio del investigador.
Determinar el método para recopilación de datos y recopilar los datos. La recopilación de los datos es de suma importancia, y el investigador puede obtener datos de distintas fuentes.
- Análisis: Después de determinar qué, quién y cómo, se tiene que llevar a cabo la recopilación y el análisis de los datos. Esta fase tiene que incluir la comprensión cuidadosa de las prácticas actuales del proceso así como las de los socios en el benchmarking.
- Determinar la brecha de desempeño actual. En este paso se determina la diferencia de nuestras operaciones con las de los socios de benchmarking y se determina la brecha existente entre las mismas.
- Proyectar los niveles de desempeño futuros. Ya que se definieron las brechas de desempeño es necesario establecer una proyección de los niveles del desempeño futuro, el cual es la diferencia entre el desempeño futuro esperado y lo mejor en la industria
- Integración: La integración es el proceso de usar los hallazgos de benchmarking para fijar objetivos operacionales para el cambio. Influye la planeación cuidadosa para incorporar nuevas prácticas a la operación y asegurar que los hallazgos se incorporen a todos los procesos formales de planeación.
- Comunicar los hallazgos de benchmarking y obtener aceptación. Los hallazgos de benchmarking se tienen que comunicar a todos los niveles de la organización para obtener respaldo, compromiso y propiedad. Para la comunicación primeramente se debe determinar el auditorio y sus necesidades, se selecciona un método de comunicación y por último, se deben presentar los hallazgos en una forma ordenada. En el proceso de obtención de aceptación es importante establecer una estrategia de comunicación en múltiples facetas, aparte de la declaración de una misión y de principios operacionales, así como el ver a benchmarking como una iniciativa de cambio al mostrar las buenas prácticas y explicar la forma en que estas operan. También ayuda en la aceptación el validar los hallazgos desde varias fuentes diferentes.
- Establecer metas funcionales. En este punto se tratan de establecer metas funcionales con respecto a los hallazgos de benchmarking, y convertir dichas metas en principios de operación que cambien los métodos y las prácticas de manera que se cierre la brecha de desempeño existente.

Fase de Acción: Se tienen que convertir en acción los hallazgos de benchmarking y los principios operacionales basados en ellos. Es necesario convertirlos en acciones específicas de puesta en práctica y se tiene que crear una medición periódica y la evaluación del logro.
- Desarrollar planes de acción. En este punto se incluyen dos consideraciones principales. La primera tiene que ver con las tareas en la planeación de la acción las cuales tienen que ver con el qué, cómo, quién y cuándo. Específicamente incluyen: especificación de la tarea, poner en orden la tarea, asignación de las necesidades de recursos, establecimiento del programa, determinación de las responsabilidades, resultados esperados y supervisión.

La segunda parte se relaciona con las personas y los aspectos del comportamiento de implantar un cambio.
- Implementar acciones específicas y supervisar el progreso. Dicha implementación se puede realizar por medio de alternativas tradicionales como son la administración de línea o la administración de proyectos o programas. Otra es la alternativa de implantación mediante equipos de desempeño o por los más cercanos al proceso y que tienen la responsabilidad de operación del mismo ; y por último la alternativa de nombrar un "zar del proceso" que sería el responsable de la implementación del programa. De igual manera es importante el supervisar el proceso y realizar informas del progreso que nos ayuden a aumentar el éxito del benchmarking.
- Recalibrar los benchmarks. Este paso tiene como objetivo el mantener los benchmarks actualizados en un mercado con condiciones cambiantes de manera que se asegure el desempeño excelente. Es importante el realizar una evaluación en áreas como la comprensión del proceso de benchmarking, la comprensión de las buenas prácticas, la importancia y valor, lo adecuado para fijar metas y la comunicación de benchmarking dentro de la empresa para ver que aspecto necesita una recalibración de benchmarks por medio de una planeación bien realizada y la repetición del proceso de 10 pasos hasta llegar a la institucionalización del benchmarking.

Fase de Madurez: Será alcanzada la madurez cuando se incorporen las buenas prácticas de la industria a todos los procesos del negocio, asegurando así la superioridad. También se logra la madurez cuando se convierte en una faceta continua, esencial y autoiniciada del proceso de administración, o sea que se institucionaliza.

## Benchmarking en refinerías de petróleo
Como empresas, las refinerías siempre han intentado conocer si sus parámetros de trabajo (eficiencia, costos, energía, etc) se corresponden con la excelencia. El problema es que la diversidad de estructuras no permitía compararlas. En la década del 60, encargaron el trabajo a Wilbur L. Nelson quien en una serie de artículos en la revista Oil & Gas Journal definió un índice de complejidad para medir la capacidad de conversión de una refinería de petróleo con relación a la capacidad de destilación primaria. 
Los estudios comparativos de performance (benchmarking) comenzaron en las grandes empresas con muchas instalaciones propias para comparar llegando a la actualidad donde la mayoría de las compañías petroleras controla su operación usando esta herramienta. La revista Oil & Gas Journal calcula anualmente la complejidad de las refinerías basada en el índice de complejidad Nelson. En este marco, se sumaron compañías consultoras especializadas en recolectar información muy detallada sobre las diferentes plantas y modos de operación proveyendo a sus clientes la información global que les permite evaluar su propia performance. Estas consultoras utilizan un índice llamado mejorado llamado capacidad equivalente de destilación (EDC, equivalent distillation capacity), que incorpora nuevos parámetros de comparación.
Las refinerías al participar en estos estudios de benchmarking internacional tiene la posibilidad de comparar sus resultados, según su tamaño y complejidad. Los estudios se realizan habitualmente cada dos años y los informes permiten realizar comparaciones con refinerías de similar complejidad pero de distintas áreas geográficas.

### Personal equivalente en refinerías de petróleo
El empleado equivalente es usado en los benchmarkings para poder comparar refinerías que tienen distintos sistemas de trabajo, días feriados, sistemas de descanso, etc. El empleado equivalente se calcula de la siguiente manera:

#### Total de horas trabajadas en la destilería/2000
El 2000 surge de imaginar 40 horas por semana y 50 semanas al año. El resultado no debe tomarse en forma cuantitativa. La comparación reside en saber cuántas horas estuvo presente el personal sin importar si sus ausencias son por vacaciones, enfermedad, por reglamentaciones de la empresa o por disposiciones gubernamentales.